# دانی گراینگر
دانی گراینگر (انگلیسی: Danny Grainger؛ زادهٔ ۲۸ ژوئیهٔ ۱۹۸۶) یک بازیکن فوتبال اهل بریتانیا است.